# Moûtiers
 Moûtiers  es una población y comuna francesa, en la región de Auvernia-Ródano-Alpes, departamento de Saboya, en el distrito de Albertville. Es el chef-lieu y mayor población del cantón de su nombre.
No está integrada en ninguna Communauté de communes u organismo similar. Hasta el 10 de septiembre de 1926 fue subprefectura de su propio distrito.

## Demografía
| 3788 | 4161 | 4187 | 4342 | 4295 | 4151 |
| Para los censos de 1962 a 1999 la población legal corresponde a la población sin duplicidades (Fuente: INSEE [Consultar]) |      |      |      |      |      |

Su aglomeración urbana, que también incluye Salins-les-Thermes, tiene 5.095 habitantes.

## Personalidades
- Alexis Pinturault (1991-), esquiador.